# Rischio finanziario
Il rischio finanziario è quel rischio che incide sulla liquidità aziendale; legato all'equilibrio tra flussi monetari in entrata e in uscita.
Il rischio è, quindi, definito come la variabilità indefinita (o volatilità) degli investimenti, includendo perdite potenziali come allo stesso modo inaspettati guadagni. I sottostanti riferimenti relativi al rischio negativo valgono anche per opportunità o impatti positivi (quindi per perdita leggi "perdita o guadagno").

## Percezione del rischio finanziario
Il rischio è, naturalmente, sempre presente nel mercato, ma quello che cambia è la sua percezione da parte degli investitori ovvero in altri termini la loro fiducia nell'investimento stesso. I risparmiatori percepiscono il rischio soprattutto quando questo si manifesta sotto forma di perdita

## Rischio di credito
La gestione del rischio di credito è una professione che si concentra sulla riduzione e sulla prevenzione delle perdite comprendendo e misurando la probabilità di tali perdite. La gestione del rischio di credito viene utilizzata da banche, istituti di credito e altri istituti finanziari per mitigare le perdite principalmente associate al mancato pagamento dei prestiti. Un rischio di credito si verifica quando esiste la possibilità che un mutuatario possa essere inadempiente o non adempiuto a un'obbligazione come stabilito in un contratto tra l'istituto finanziario e il mutuatario.

## Rischio e rendimento
Strettamente collegato alla percezione ed alla valutazione del rischio finanziario è il rendimento atteso dall'investimento: tanto più il rischio è elevato tanto più l'investitore richiede una remunerazione, rendimento o premio per il rischio elevato.
Il premio per il rischio è calculato con CAPM formula:
{\displaystyle E(R_{i})=R_{f}+\beta _{i}(E(R_{m})-R_{f}),}
- {\displaystyle E(R_{i})} — valore atteso di rendimento;
- {\displaystyle R_{f}} — tasso d'interesse senza rischio;
- {\displaystyle \beta _{i}} — correlazione di mercato;
- {\displaystyle E(R_{m})} — valore atteso di mercato;
- {\displaystyle E(R_{m})-R_{f}} — premio per il rischio.